# Transamérica Governador Valadares
Transamérica Governador Valadares é uma emissora de rádio brasileira com sede em Governador Valadares, Minas Gerais. É afiliada à Rede Transamérica e opera em FM na frequência 102.7 MHz.

## História
Em 1994 se tornou afiliada à Transamérica FM. Em 2000 acompanhou a transição da FM para a portadora Pop e foi afiliada até 2001, quando assumiu afiliação com a portadora Hits da Rede Transamérica. Em 2019 a Rede Transamérica unificou as suas portadoras e voltou a operar da mesma forma que operava antes da divisão em três vertentes (Transamérica Pop, Transamérica Light e Transamérica Hits) e a afiliada de Governador Valadares decidiu continuar com a parceria e antecipou a mudança de formato de sua programação, agora voltado ao gênero Jovem/Adulto-contemporâneo, com os maiores sucessos do Pop e do Rock nacional e internacional, com o objetivo de atrair o público de 25 a 49 anos.

### Parceria com a CNN Brasil e rearranjo da rede
Em agosto de 2020, a rede anuncia uma parceria com o canal CNN Brasil para a produção do conteúdo jornalístico em horários pela manhã e pela noite além de boletins ao longo da programação, denominados Breaking News.
A parceria se consolidou na chegada do formato da CNN Radio ao Brasil. Este anúncio provocou um novo rearranjo na programação da rede, uma vez que a Transamérica iria passar a dedicar 7 horas diárias para transmissão de conteúdo jornalístico. A nova mudança também impactou na rede de afiliadas, que teve nova redução de emissoras que não aceitavam a perda da faixa local para a rede jornalística. 
Em março de 2021, o programa Trucão com o Pé na Estrada deixou a grade de programação da Transamérica e estreou na Massa FM. 
Em 20 de abril de 2022, a empresa de transporte via aplicativo, Uber, fechou uma parceria com a Transamérica para realização do programa Rádio Uber. 

## Programas
Além de retransmitir a programação nacional da Rede Transamérica a Transamérica Valadares produz seguintes programas.
- Giro Transamérica
- Transnotícias GV
- A Voz do Brasil